# Центральная научная библиотека Казахстана
Центральная научная библиотека Казахстана (каз. Орталық ғылыми кітапхана) — научное книгохранилище Казахстана, находящееся в комплексе Ғылым ордасы (Алма-Ата).

## История
Научная библиотека была создана в 1932 году в составе казахского отделения Академии наук СССР. Первоначальный книжный фонд был передан из Академии наук СССР в количестве две тысячи трудов. На первом заседании Академии наук Казахской ССР, основанной в 1946 году, название было изменено на Центральную научную библиотеку. В том же году в книжном фонде было собрано 74 258 публикаций отечественной и порядка 15 000 экземпляров зарубежной литературы. Также проводился обмен книгами с библиотеками и научными учреждениями СССР.
В 1959 году была создана секция редких книг. Фонд казахской научной литературы, собирает материалы и источники литературы по истории и культуре Центральной Азии. В 1950-х и 1960-х годах библиотека пополнилась книгами из московских, петербургских, рижских, львовских и ташкентских библиотек. В 1979 году насчитывалось порядка 1,5 миллиона экземпляров. 
В 1980-х и 90-х годах Центральная научная библиотека ежегодно публикует 60-90 тысяч экземпляров книг казахстанских учёных. Она стала единой библиотечной системой. За время существования библиотека собрала более 800 000 зарубежной научной литературы и сотрудничает с 884 библиотеками и исследовательскими учреждениями из 62 стран. Центральная научная библиотека обслуживала 352 тысячи человек в год.
В 1999 году, в рамках реорганизации системы образования, Центральная научная библиотека была выведена из подчинения объединённого министерства и подчинена Комитету по науке, утратив прямую связь с Академией наук Казахстана.
Согласно постановлению Правительства Республики Казахстан № 84 от 11 февраля 2010 года было создано государственное предприятие «Ғылым ордасы», путём слияния «Дома учёных» и Центральной научной библиотеки в подчинении Комитета по науке Министерства образования и науки Казахстана.
В рамках формирования экспозиции Музея редких книг, часть фонда научной библиотеки была передана ему.

## Фонд библиотеки
В состав фонда входят: научная литература на казахском языке XIX—XX веков; редкие издания русской книги — прижизненные издания, редкие книги старославянской печати; гражданская печать XVII—XVIII веков; книги, имеющие замечательные признаки по художественному оформлению и полиграфическому исполнению; издания XVI—XIX веков; восточные издания XII—XIX  веков; фонд «Казахстаника», куда входят материалы с автографами, фотодокументы; фонд рукописей — большое собрание фольклорных материалов, рукописных документов, относящихся к истории, экономике и культуре Казахстана; фонд диссертаций, защищенных на Учёных советах учреждений Академии наук Казахской ССР; фонд микрофильмов и микрофиш, литературы, получаемой по МБА.